# Praolia hayashii
Praolia hayashii är en skalbaggsart som först beskrevs av Hayashi 1974.  Praolia hayashii ingår i släktet Praolia och familjen långhorningar.
Artens utbredningsområde är Taiwan. Inga underarter finns listade i Catalogue of Life.